# سیدونیو پایس
سیدونیو پایس (انگلیسی: Sidónio Pais؛ ۱ مهٔ ۱۸۷۲ – ۱۴ دسامبر ۱۹۱۸) یک سیاست‌مدار اهل پرتغال بود.